# Kron-Marsch
Kron-Marsch, op. 139, är en marsch av Johann Strauss den yngre. Den spelades första gången den 9 oktober 1853 i Volksgarten i Wien.

## Historia
Under den ungerska revolutionen 1848–1849 föll Stefanskronan, symbolen för den ungerska kungamakten, i upprorsmakarnas händer. De lyckades gömma kronan i närheten av staden Orșova i dagens Rumänien. Syftet var att undvika att kronan skulle bäras av en Habsburgare igen. Kejsare Frans Josef I av Österrike strävade efter att föra tillbaka Stefanskronan till Wien och den 1 september 1853 återfanns kronan oskadd. Den fördes till Wien med stor pompa. Johann Strauss den yngre tog tillfället i akt och komponerade Kron-Marsch där han vävde in ungerska musikmotiv. Verket framfördes första gången vid en välgörenhetskonsert i Volksgarten i Wien den 9 oktober 1853. För att inte stöta sig med Ungern framfördes marschen ytterst sällan redan under Strauss tid. Förläggaren Carl Haslinger ville inte ge orkesternoterna utan erbjöd endast "korrekta avskrifter". Orkesterversionen av marschen ansågs ha gått förlorad. Under andra hälften av 1900-talet dök en transkriptionskopia upp vilket möjliggjorde inspelningar. Av allt att döma har marschen inte spelats alls mellan 1853 och nutid.

## Om marschen
Speltiden är ca 2 minuter och 40 sekunder plus minus några sekunder beroende på dirigentens musikaliska tolkning.

## Weblänkar
- Kron-Marsch i Naxos-utgåvan.